# Louder Than Love
Louder Than Love è il secondo album dei Soundgarden. Venne pubblicato nel 1989.

## Tracce
1. Ugly Truth (Cornell) - 5:26
2. Hands All Over (Cornell/Thayil) - 6:00
3. 'Gun (Cornell) - 4:42
4. Power Trip (Cornell/Yamamoto) - 4:09
5. Get on the Snake (Cornell/Thayil) - 3:44
6. Full on Kevin's Mom (Cornell) - 3:37
7. Loud Love (Cornell) - 4:57
8. I Awake (McDonald/Yamamoto) - 4:21
9. No Wrong No Right (Cornell/Yamamoto) - 4:47
10. Uncovered (Cornell) - 4:30
11. Big Dumb Sex (Cornell) - 4:11
12. Full On (Reprise) (Cornell) - 2:42

## Formazione
- Chris Cornell - voce, chitarra
- Kim Thayil - chitarra
- Hiro Yamamoto - basso
- Matt Cameron - batteria